# Metalia townsendi
Metalia townsendi is een zee-egel uit de familie Brissidae.
De wetenschappelijke naam van de soort werd in 1904 gepubliceerd door Francis Jeffrey Bell.